# الهيئة الوطنية العليا للمساءلة والعدالة
الهيئة الوطنية العليا للمساءلة والعدالة واسمها سابقًا: الهيئة الوطنية لاجتثاث البعث، هي هيئة وطنية وجدت في العراق لاجتثاث حزب البعث الحاكم للعراق في زمن الرئيس العراقي صدام حسين وذلك لاجتثاث فكره وتصفية دوائر الدولة من اعضائه، وهي هيئة دستورية تم التصديق عليها في الدستور العراقي الذي وضع في عام 2005.

## أهداف الهيئة
1. أزاحة كبار أعضاء البعث أو المشتركين بالجرائم في زمن نظام صدام حسين عن الوظائف في القطاع العام وقطاع الدولة ويحق لأي شخص الدفاع عن نفسه أمام لجنة قضائية مستقلة عن طريق الاستئناف.
2. أزالة أثار البعث من الحياة والمجتمع ونذكر منها حب الدكتاتورية والتسلط وعدم احترام آراء الاخرين أو الاستماع اليهم والقرارت الفردية المتهورة في شن الحروب بدون الرجوع إلى الرأي العام هذا بالإضافة إلى القسوة المتناهية في اذلال وتعذيب الاخرين إلى حد القتل لانهم يحملون افكار غير أفكار البعث.[2]
3. إعادة تأهيل كوادر البعث بأفكار تقدمية ديمقراطية جديدة تحترم حقوق الإنسان والرأي الآخر ونبذ الأفكار القديمة الشاذة من خلال مخاضرات تقوم الهيئة بأعدادها في دورات مخصصة لهم لغرض اعادتهم إلى الخدمة بشرط ان لا يكونون مدانين في جرائم. ويذكر ان الحكومة العراقية قد طالبت، يوم الاثنين 26 يناير 2010، البرلمان بتضمين قانون العقوبات العراقي رقم (111) نصوصا عقابية تجرم وتحظر البعث الصدامي ورموزه ومن يمجد ويروج لافكاره وفقا لاحكام المادة (7) من الدستور العراقي.[3]

وقال مصدر في الامانة العامة لمجلس الوزراء في تصريح للمركز الوطني للإعلام (الوكالة الحكومية) اليوم، «إن الامانة وجهت بالاخذ بتوصيات السيد محمد طاهر التميمي رئيس لجنة ازالة مخلفات نظام البعث، التي نصت على رصد التصريحات التي تبرر أو تروج أو تمجد حزب البعث الصدامي، وتقديم تقارير إلى الجهات الامنية بغية إجراء اللازم بصددها وفقا لاحكام القانون».
واضاف المصدر ان الامانة العامة لمجلس الوزراء وجهت جميع الوزارات والجهات الحكومية غير المرتبطة بوزارة بحظر الكيانات والمناهج التي تتبنى مفاهيم العنصرية أو التكفير أو الإرهاب أو التطهير الطائفي أو التحريض أو تمجيد أو الترويج أو تبريرها تحت أي مسمى كان، وفقا لتوصيات اللجنة.
وتنص المادة السابعة من الدستور العراقي على انه «يحظر كل كيان أو نهج يتبنى العنصرية أو الإرهاب أو التكفير أو التطهير الطائفي أو يحرض أو يمهد أو يمجد أو يروج أو يبرر له، وبخاصة البعث الصدامي في العراق ورموزه وتحت أي مسمى كان، ولايجوز أن يكون ذلك ضمن التعددية السياسية في العراق، وينظم ذلك بقانون».
يشار إلى ان هذه المادة استخدمتها هيئة المساءلة والعدالة في استبعاد أكثر من 500 مرشح من الانتخابات المقبلة التي ستجري في السابع من مارس المقبل.
وكان الحاكم المدني الأمريكي للعراق بول بريمر قد حل حزب البعث الذي كان يقوده الرئيس العراقي الراحل صدام حسين، بعد احتلال العراق في عام 2003 وشكل لجنة اسمها لجنة اجتثاث البعث ثم تم تغيير اسمها إلى هيئة المساءلة والعدالة حاليا